# Quạ khoang
Quạ khoang (danh pháp khoa học: Corvus torquatus) là một loài quạ thuộc họ Corvidae, bản địa Trung Quốc và miền bắc Việt Nam.

## Mô tả
Chúng có kích thước tương tự hoặc lớn hơn một chút (52–55 cm) so với loài quạ mỏ nhỏ (Corvus corone), với đuôi, cánh và mỏ hơi dài hơn một cách tương ứng. Là một loài chim mượt và đẹp, nó có bộ lông màu đen bóng, trừ phía sau cổ, trên lưng, và một dải rộng lớn xung quanh ức thấp hơn có màu trắng. Mỏ, chân và bàn chân có màu đen.
Đôi khi nó bay với bàn chân của nó trễ xuống dưới cơ thể trong một cách đặc trưng "lười biếng".